# Amigny
Amigny és un municipi francès situat al departament de la Manche i a la regió de Normandia. L'any 2007 tenia 143 habitants.

## Demografia

### Població
El 2007 la població de fet d'Amigny era de 143 persones. Hi havia 52 famílies de les quals 8 eren unipersonals (8 homes vivint sols), 16 parelles sense fills, 20 parelles amb fills i 8 famílies monoparentals amb fills.
La població ha evolucionat segons el següent gràfic:
Habitants censats

### Habitatges
El 2007 hi havia 62 habitatges, 55 eren l'habitatge principal de la família, 1 era una segona residència i 6 estaven desocupats. 61 eren cases i 1 era un apartament. Dels 55 habitatges principals, 45 estaven ocupats pels seus propietaris, 9 estaven llogats i ocupats pels llogaters i 1 estava cedit a títol gratuït; 1 tenia dues cambres, 7 en tenien tres, 8 en tenien quatre i 39 en tenien cinc o més. 43 habitatges disposaven pel capbaix d'una plaça de pàrquing. A 19 habitatges hi havia un automòbil i a 31 n'hi havia dos o més.

### Piràmide de població
La piràmide de població per edats i sexe el 2009 era:
| Homes | Edats   | Dones |
| ----- | ------- | ----- |
| 0     | 95 o +  | 0     |
| 0     | 90 a 94 | 0     |
| 0     | 85 a 89 | 0     |
| 0     | 80 a 84 | 0     |
| 0     | 75 a 79 | 8     |
| 4     | 70 a 74 | 0     |
| 0     | 65 a 69 | 4     |
| 4     | 60 a 64 | 0     |
| 0     | 55 a 59 | 4     |
| 8     | 50 a 54 | 4     |
| 8     | 45 a 49 | 12    |
| 4     | 40 a 44 | 0     |
| 4     | 35 a 39 | 4     |
| 0     | 30 a 34 | 0     |
| 4     | 25 a 29 | 12    |
| 8     | 20 a 24 | 0     |
| 4     | 15 a 19 | 12    |
| 4     | 10 a 14 | 12    |
| 0     | 5 a 9   | 4     |
| 0     | 0 a 4   | 0     |

## Economia
El 2007 la població en edat de treballar era de 102 persones, 70 eren actives i 32 eren inactives. De les 70 persones actives 65 estaven ocupades (31 homes i 34 dones) i 5 estaven aturades (4 homes i 1 dona). De les 32 persones inactives 11 estaven jubilades, 14 estaven estudiant i 7 estaven classificades com a «altres inactius».

### Ingressos
El 2009 a Amigny hi havia 53 unitats fiscals que integraven 138 persones, la mediana anual d'ingressos fiscals per persona era de 18.603 €.

### Activitats econòmiques
Els 2 establiments que hi havia el 2007 eren d'empreses de construcció.
L'únic servei als particulars que hi havia el 2009 era una lampisteria.
L'any 2000 a Amigny hi havia 13 explotacions agrícoles que ocupaven un total de 250 hectàrees.

## Poblacions més properes
El següent diagrama mostra les poblacions més properes.